# Скулптура
Скулптура је свака тродимензионални форма направљена у циљу уметничког израза. Већина скулптура има чисто естетски циљ. Када тродимензионални предмет осим уметничког има и функционални вид, можемо га назвати скулптуром само уколико је уметнички вид претежан. Када су функционални и уметнички видови балансирани, називамо га функционалном скулптуром.
Неки својствени облици скулптуре су:
- биста (попрсје) приказ особе од прса нагоре
- кип приказ особе или животиње
- коњаник приказ особе на коњу (обично се краљеви или војсковође тако приказују)
- фонтана осим естетске има и функционалну сврху
- кинетичка скулптура
- рељеф